# Angelo Vincenzo Zani
Angelo Vincenzo Zani (Pralboino, 24 marzo 1950) è un arcivescovo cattolico italiano, dal 28 marzo 2025 archivista e bibliotecario emerito di Santa Romana Chiesa.

## Biografia
Nasce a Pralboino, in provincia e diocesi di Brescia, il 24 marzo 1950.

### Formazione e ministero sacerdotale
Dopo aver frequentato gli studi fino al biennio filosofico-teologico presso il seminario di Brescia, completa gli studi teologici alla Pontificia università "San Tommaso d'Aquino" e alla Pontificia Università Lateranense, dove consegue il dottorato in Teologia.
Il 20 settembre 1975 è ordinato presbitero dal vescovo Luigi Morstabilini per la diocesi di Brescia.
Dopo l'ordinazione frequenta la Pontificia Università Gregoriana a Roma, conseguendo la licenza in Scienze sociali.
Rientrato in diocesi, diviene vicerettore dell'Istituto "C. Arici". Dal 1983 al 1995 insegna Sociologia generale presso l'Istituto Filosofico-Teologico dei Salesiani di Nave e Sociologia della religione presso l'Istituto Teologico "Paolo VI" del seminario di Brescia. Contribuisce alla fondazione dell'Istituto Superiore di Scienze Religiose presso l'Università Cattolica del Sacro Cuore, sede di Brescia. Dal 1981 al 1995 è direttore dell'Ufficio pastorale diocesano, segretario dei consigli presbiterale e pastorale e responsabile dell'Ufficio scuola. È anche delegato della Conferenza episcopale lombarda per la pastorale della scuola.
Nel gennaio 1995 il Consiglio episcopale permanente della Conferenza Episcopale Italiana lo sceglie quale direttore dell'Ufficio nazionale per l'educazione, la scuola e l'università; ricopre l'incarico fino al 7 gennaio 2002, quando è nominato sottosegretario della Congregazione per l'educazione cattolica da papa Giovanni Paolo II.
Il 23 gennaio 2007 papa Benedetto XVI gli conferisce il titolo onorifico di prelato d'onore di Sua Santità.

### Ministero episcopale
Il 9 novembre 2012 papa Benedetto XVI lo nomina segretario della Congregazione per l'educazione cattolica e arcivescovo titolare di Volturno; succede a Jean-Louis Bruguès, precedentemente nominato archivista e bibliotecario di Santa Romana Chiesa. Il 6 gennaio 2013 riceve l'ordinazione episcopale, con gli arcivescovi Georg Gänswein, Fortunatus Nwachukwu e Nicolas Thévenin, nella basilica di San Pietro in Vaticano, per l'imposizione delle mani dello stesso pontefice, co-consacranti i cardinali Tarcisio Bertone e Zenon Grocholewski.
Il 5 giugno 2022, con l'entrata in vigore della costituzione apostolica Praedicate evangelium, cessa dall'incarico di segretario della Congregazione per l'educazione cattolica, essendo quest'ultima confluita nel nuovo Dicastero per la cultura e l'educazione.
Il 26 settembre successivo papa Francesco lo nomina archivista e bibliotecario di Santa Romana Chiesa; succede al cardinale José Tolentino de Mendonça, contestualmente nominato prefetto del Dicastero per la cultura e l'educazione.
Il 28 marzo 2025 papa Francesco accoglie la sua rinuncia agli incarichi per raggiunti limiti d'età; gli succede l'arcivescovo Giovanni Cesare Pagazzi, fino ad allora segretario del Dicastero per la cultura e l'educazione.

## Genealogia episcopale
La genealogia episcopale è:
- Cardinale Scipione Rebiba
- Cardinale Giulio Antonio Santori
- Cardinale Girolamo Bernerio, O.P.
- Arcivescovo Galeazzo Sanvitale
- Cardinale Ludovico Ludovisi
- Cardinale Luigi Caetani
- Cardinale Ulderico Carpegna
- Cardinale Paluzzo Paluzzi Altieri degli Albertoni
- Papa Benedetto XIII
- Papa Benedetto XIV
- Papa Clemente XIII
- Cardinale Bernardino Giraud
- Cardinale Alessandro Mattei
- Cardinale Pietro Francesco Galleffi
- Cardinale Giacomo Filippo Fransoni
- Cardinale Antonio Saverio De Luca
- Arcivescovo Gregor Leonhard Andreas von Scherr, O.S.B.
- Arcivescovo Friedrich von Schreiber
- Arcivescovo Franz Joseph von Stein
- Arcivescovo Joseph von Schork
- Vescovo Ferdinand von Schlör
- Arcivescovo Johann Jakob von Hauck
- Vescovo Ludwig Sebastian
- Cardinale Joseph Wendel
- Arcivescovo Josef Schneider
- Vescovo Josef Stangl
- Papa Benedetto XVI
- Arcivescovo Angelo Vincenzo Zani

## Araldica
| Stemma | Blasonatura |
| ------ | --- |
|        | Di rosso, alla torre merlata di cinque pezzi alla guelfa, aperta e finestrata del campo, sormontata dal monogramma XP, il tutto d'argento, col capo dell'ultimo a tre bande del primo. Lo scudo, accollato a una croce astile patriarcale d'oro, posta in palo, è timbrato dal galero verde. Le nappe, in numero di venti, sono disposte dieci per parte, in quattro ordini di 1, 2, 3, 4. Sotto lo scudo, nella lista svolazzante d'oro, il motto in lettere maiuscole di nero: UNUS MAGISTER VESTER. |